# His Last Dollar
His Last Dollar è un cortometraggio muto del 1910 diretto da David W. Griffith.

## Trama
Un giovanotto, le cui possibilità finanziarie arrivano a pagare un bicchiere di birra, si trova in una situazione imbarazzante frequentando una giovane signora dai gusti orientati decisamente verso lo champagne.

## Produzione
Il film fu prodotto dalla Biograph Company.

## Distribuzione
Distribuito dalla Biograph Company, il film - un cortometraggio di 121 metri - uscì nelle sale cinematografiche statunitensi il 31 marzo 1910.
Nelle proiezioni, veniva programmato con il sistema dello split reel, accorpato in un'unica bobina con un altro cortometraggio prodotto dalla Biograph, la commedia The Smoker.